# China Civil Engineering Construction
China Civil Engineering Construction Corporation (CCECC) ist ein chinesischer Bauunternehmer, der vor allem im Eisenbahnbau aktiv ist. Das in Peking ansässige Unternehmen wurde zum 1. Juni 1979 durch den Staatsrat der Volksrepublik China installiert und ist heute 100-prozentige Tochter der China Railway Construction (CRCC).

## Geschichte
Die Gründung war dem Zuschlag zum Bau der TAZARA geschuldet, eine Aufgabe, die bis dato tätige Firmen in China nicht hätten abwickeln können. Der Baubeginn der 1860 km langen, panafrikanischen Eisenbahn zwischen Tansania und Sambia begann 1970 und wurde bereits 1975, zwei Jahre vor Plan, fertiggestellt.
Für die Genehmigung der Gründung der CCECC waren die staatliche Wirtschafts- und Handelskommission und das Eisenbahn-Ministerium Tiědàobù verantwortlich. Eine Umbenennung und Neugliederung sowie der Anschluss an die Gruppe China Railway Construction erfolgte am 26. Dezember 1996. 2000 erfolgte die Trennung vom Verantwortungsbereich zum Eisenbahnministerium hin zum Wirtschaftsministerium. CCECC hat seitdem Zugriff auf die Ressourcen von nahezu 200 chinesische Wirtschaftsunternehmen und ist in der Lage, an großen internationalen Ausschreibungen teilzunehmen. Seit 2006 gibt es ein Abkommen über die Zusammenarbeit mit der nigerianischen Eisenbahngesellschaft Nigerian Railway Corporation, aus dem heraus der Bau einer über 1000 Kilometer langen Schnellbahntrasse beschlossen wurde. Im Jahr 2016 wurde die 187 km lange Strecke Abuja–Kaduna in Betrieb genommen. Weitere vergleichbare Auslandstätigkeiten fanden in Hongkong, den Vereinigten Arabischen Emiraten und in Botswana statt. Die China Civil Engineering Construction errichtete einen 339 km langen Abschnitt der Bahnstrecke Addis Abeba–Dschibuti.